# Église Saint-Jean-l'Évangéliste de Dole
Pour les articles homonymes, voir Église Saint-Jean-l'Évangéliste.
L'église Saint-Jean-l'Évangéliste est une église catholique située à Dole, en France.

## Localisation
L'église est située dans le département français du Jura, sur la commune de Dole.

## Description

### Extérieur
La toiture prend la forme de deux paraboloïdes hyperboliques accrochées symétriquement à deux poutres maîtresses en béton ancrées au sol. D'après l'architecte, Anton Korady, ces deux formes représentent « les mains croisées d'une personne pendant la prière ». Le toit est recouvert de cuivre ; sa forme lui permet de propager le son des dix cloches électroniques : celles-ci ont été préférées à des cloches en bronze massif pour ne pas fragiliser l'édifice avec leurs vibrations.
Une grille monumentale en bronze sculpté, œuvre de Maurice Calka, entoure l'extérieur de l'édifice ; elle représente plusieurs éléments bibliques : entre autres les cavaliers de l'Apocalypse, la Vierge aux douze étoiles, la résurrection de Lazare et un agneau.

Sculptures de Maurice Calka
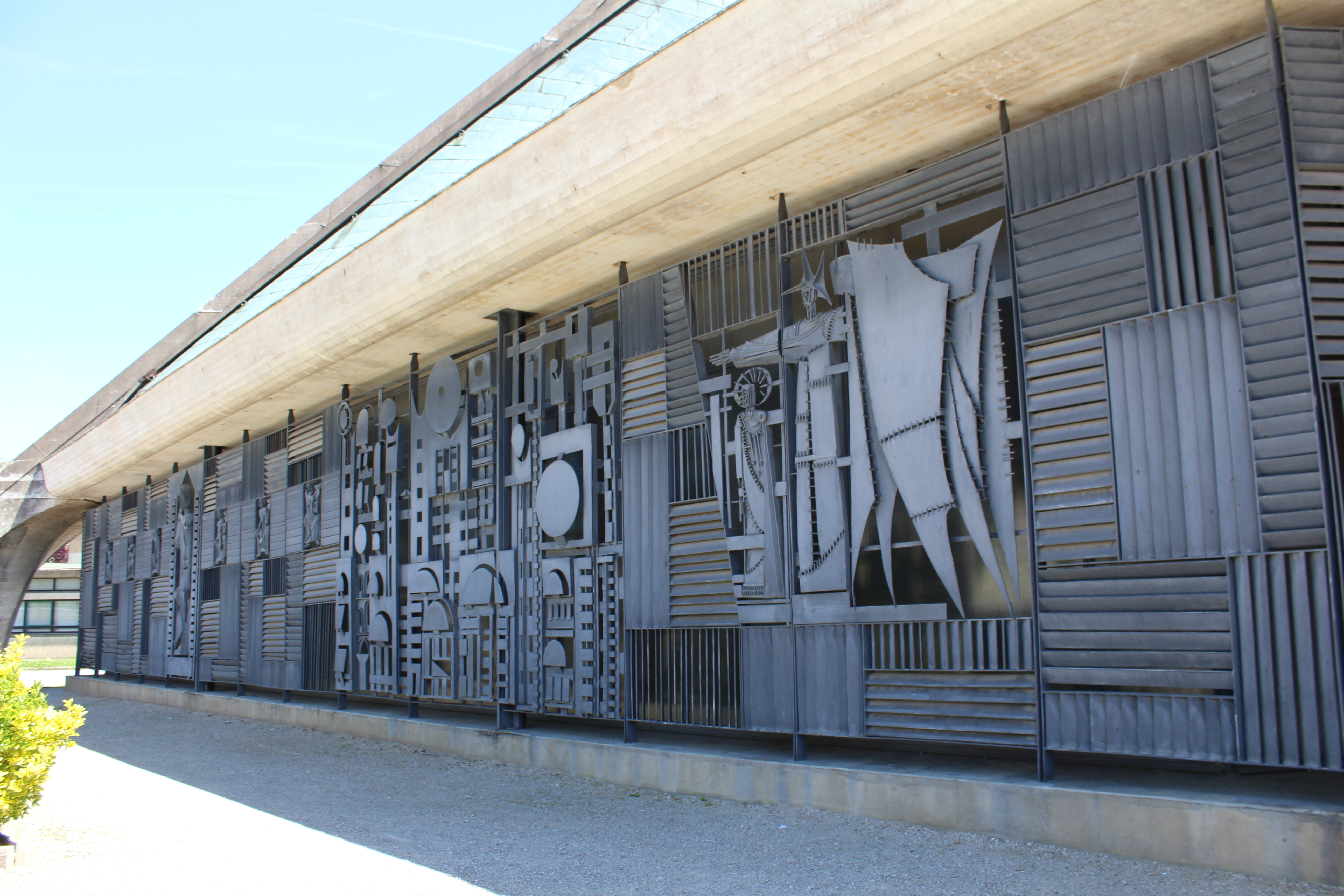
Grille.
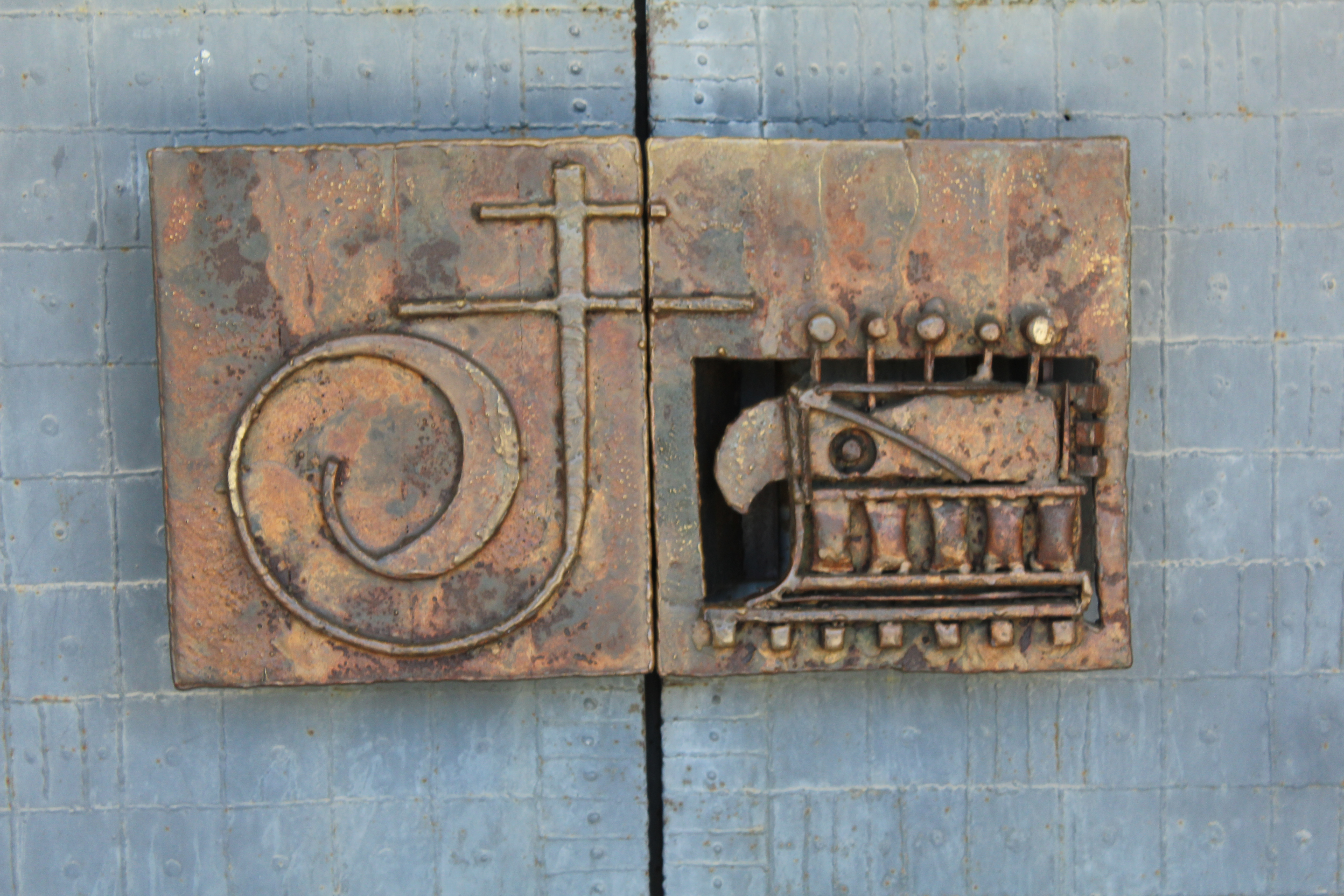
Poignée de porte.

### Intérieur
La charpente est constituée de bois lamellé-collé et comporte douze poutres d'une vingtaine de mètres de long, acheminées par voie fluviale du fait de leur poids (environ une tonne chacune) et de leur encombrement.
L'ameublement de l'église contient notamment un autel massif taillé dans un bloc de pierre de 14 tonnes et des fonts baptismaux eux aussi creusés dans un cylindre de roche, surmontés par un poisson (œuvre de Calka), référence à l'ichtus.
Au sous-sol, la crypte présente des murs et un plafond en béton brut apparent ; dans un des murs à côté de l'autel se trouve une croix creusée dans la masse.

## Historique
Le terrain nécessaire à la construction a été vendu par la congrégation Saint Charles de Dole ; le projet des architectes David et Korady ainsi que du sculpteur Calka est sélectionné le 1er août 1960 à la suite d'un concours d'architecture national. Les cloches sont baptisées le 17 mai 1964 et l'église finalement consacrée le 14 juin 1964.
L'édifice a été labellisé « Patrimoine du XXe siècle » en 2004, puis inscrit au titre des monuments historiques en 2006, et classé en 2007.

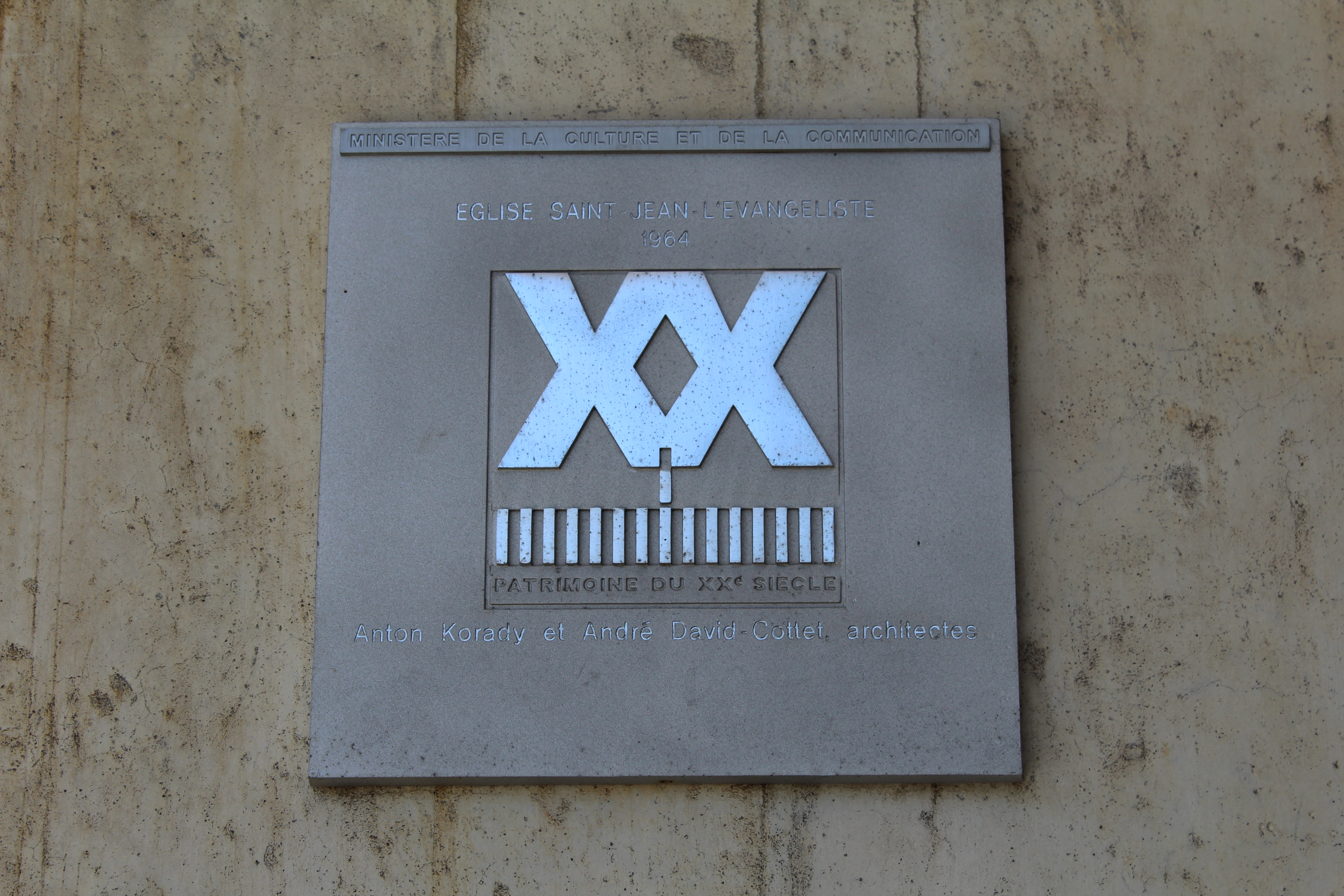
Plaque du label « Patrimoine du XXe siècle ».